# Herbert de Bosham
Herbert de Bosham est un ecclésiastique anglais du XIIe siècle, né à Bosham en Sussex, Angleterre à une date inconnue, et mort à l'abbaye cistercienne d'Ourscam (Normandie) vers 1194.

## Biographie
Son père a été ordonné prêtre après la naissance d'Herbert. Herbert est un disciple d'André de Saint-Victor et de Pierre Lombard. Il est hébraïsant, théologien, philosophe, poète et orateur. Herbert entre en service de Thomas Beckett probablement avant 1157. Il devient son clerc et chancelier et reste son supporteur le plus fidèle. Après la mort de Beckett, Herbert est chassé d'Angleterre par le roi Henri II. 
Il est l'auteur d'une biographie de Thomas Beckett entre 1184 et 1186, éditeur  et d'un Liber Melorum  et éditeur de la Grande Glose de Pierre Lombard sur les Psaumes et le corpus paulinien, préparé durant son exil à l'abbaye cistercienne de Pontigny avec les encouragements de Thomas Beckett entre 1164 et novembre 1166.
Herbert n'a jamais été ni évêque de Bénévent, ni cardinal. Il n'a jamais eu voix élective à aucune élection pontificale. L'erreur, imputable à l'historiographie britannique du 19e siècle, diffusée par certains dictionnaires biographiques obsolètes, a été corrigée par l'historiographie récente.